# Indiase roodbuiklijstergaai
De Indiase roodbuiklijstergaai (Pterorhinus delesserti, voorheen Garrulax delesserti) is een zangvogel uit de familie Leiothrichidae.

## Verspreiding en leefgebied
Deze soort is endemisch in zuidwestelijk India.

## Status
De grootte van de populatie is niet gekwantificeerd maar de soort wordt omschreven als schaars tot algemeen. Op de Rode lijst van de IUCN heeft deze soort de status niet bedreigd.